# Unknown Soup & Spice
Unknown Soup & Spice était un groupe temporaire ("unit") japonais créé en 2003 le temps d'un unique album, avec au chant l'actrice et chanteuse Mari Hamada (濱田マリ) (et non son homonyme Mari Hamada (浜田麻里)), et Taro Iwashiro.

## Album
- "Chant" (2003)